# 贝耶
贝耶（法語：Beillé，法語發音：[bɛje]）是法国萨尔特省的一个市镇，属于马梅尔斯区。

## 地理
贝耶（48°4'59"N, 0°30'36"E）面积8.48 平方千米，位于法国卢瓦尔河地区大区萨尔特省，该省份为法国西北部内陆省份，北起顺时针与奥恩省、厄尔-卢瓦省、卢瓦-谢尔省、安德尔-卢瓦尔省、曼恩-卢瓦尔省和马耶讷省接壤，是法国大西部的入口，连接卢瓦尔河谷、布列塔尼和巴黎盆地。
与贝耶接壤的市镇（或旧市镇、城区）包括：于讷河畔武夫赖、拉沙佩勒圣雷米、科内雷、迪诺。

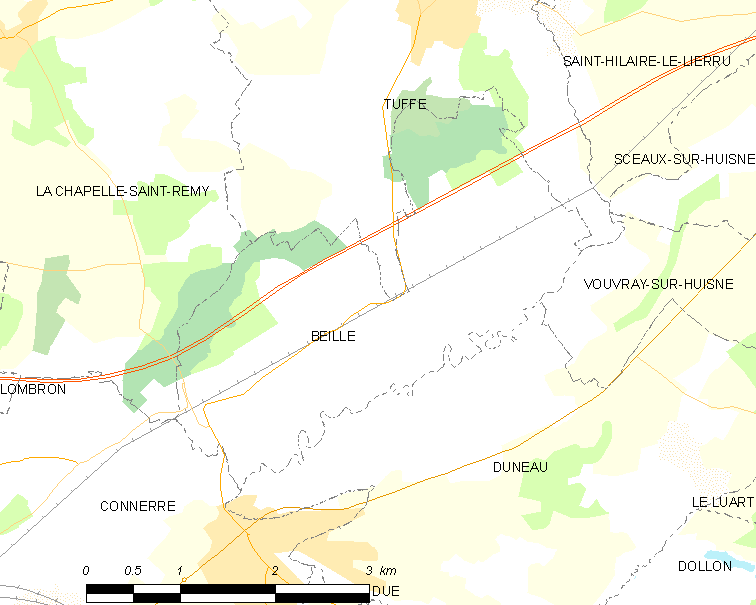
贝耶的OSM定位图

贝耶的时区为UTC+01:00、UTC+02:00（夏令时）。

## 行政
贝耶的邮政编码为72160，INSEE市镇编码为72031。

## 政治
贝耶所属的省级选区为贝尔纳堡县。

## 人口

1962-2008年间贝耶人口变化图示

贝耶于2022年1月1日时的人口数量为543人。